# Johanniterkommende Rheinfelden

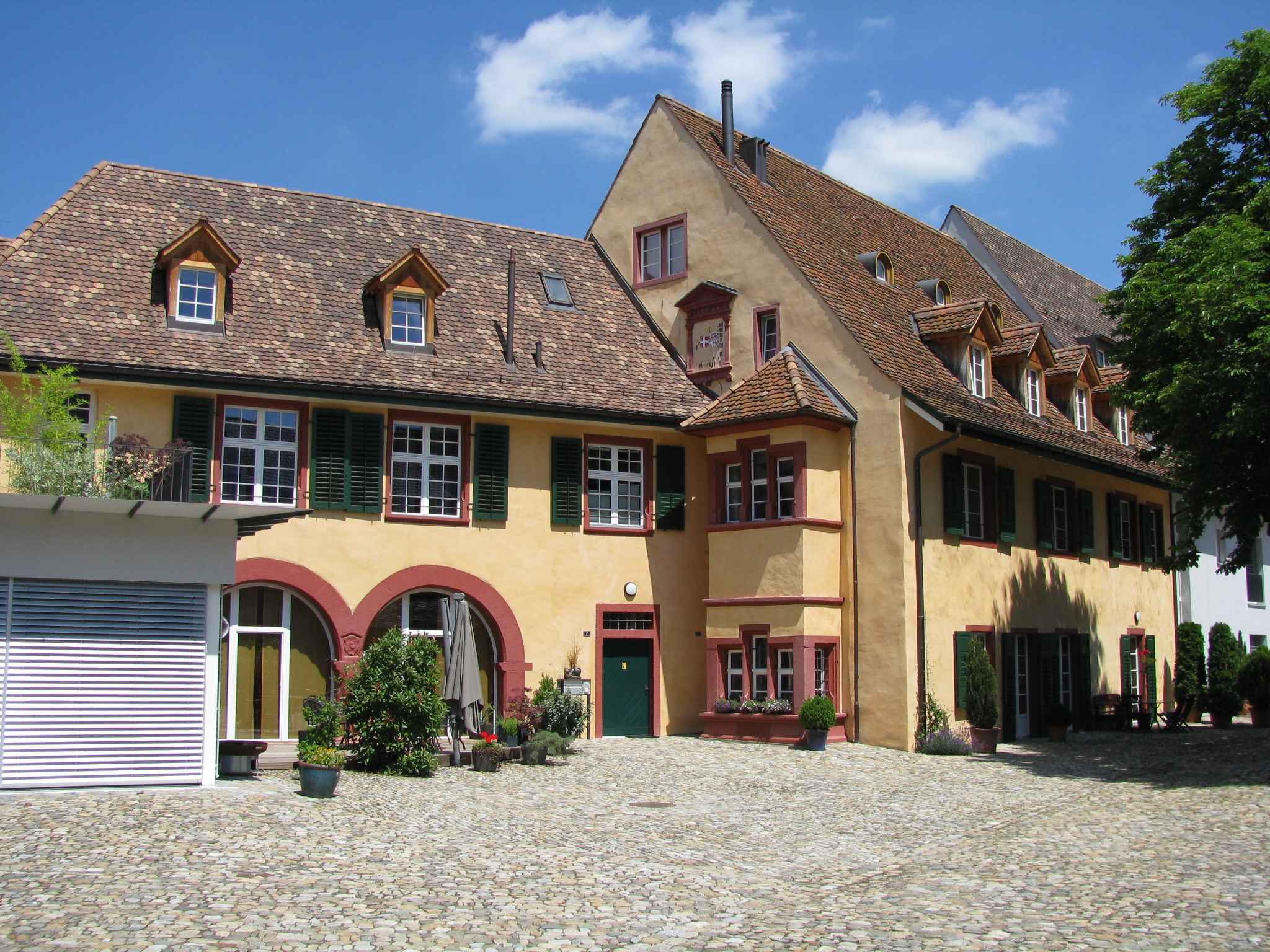
Ritterhaus (rechts) und Westtrakt der Johanniterkommende

Die Johanniterkommende Rheinfelden war ein Ordenshaus der Johanniter-/Malteser in Rheinfelden im Kanton Aargau. Sie wurde 1212 gegründet und 1806 aufgelöst. In der internen Verwaltungsordnung des Ordens war Rheinfelden dem Grosspriorat Deutschland unterstellt. Der Gebäudekomplex der ehemaligen Kommende befindet sich an der Johannitergasse in der nordöstlichen Ecke der Altstadt, in unmittelbarer Nähe der Johanniterkapelle.

## Geschichte

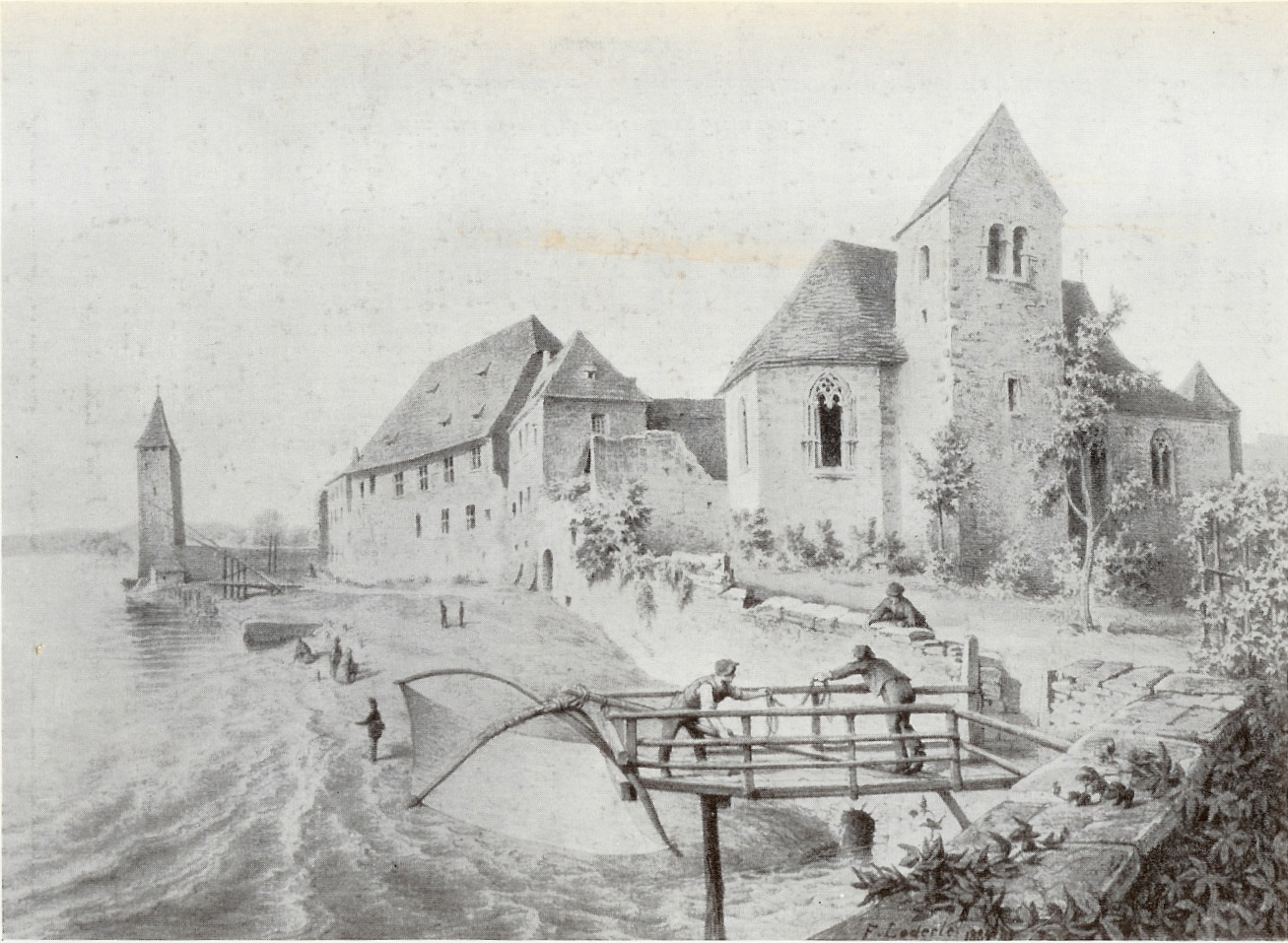
Ansicht von 1884, ganz links der Messerturm

Ritter Berchtold von Rheinfelden, ein Dienstmann der Zähringer, gründete die Kommende im Jahr 1212. Sie lag zunächst ausserhalb der Stadtmauern, westlich des Oberen Tors. Wie damals üblich, diente sie als Spital für Arme und Pilger. Ebenso wie das 16 Jahre später gegründete Chorherrenstift St. Martin war die Kommende nicht der städtischen Rechtsordnung unterstellt und genoss Steuerfreiheit. In der Folge erhielt sie zahlreiche Schenkungen des regionalen Adels. Der Besitz verteilte sich auf folgende Gebiete: Linksrheinisch im gesamten Fricktal bis nach Herznach, im oberen Ergolztal zwischen Sissach und Zeglingen sowie im Sundgau um Bartenheim, rechtsrheinisch im unteren Wehratal, zwischen Tüllingen und Karsau sowie zwischen Istein und Bellingen. In Warmbach besassen die Johanniter den Kirchensatz. Der flächenmässig bedeutendste Grundbesitz lag in Höflingen, einem (mittlerweile abgegangenen) Dorf unmittelbar südlich von Rheinfelden, wo die Johanniter mit der Stadt die niedere Gerichtsbarkeit teilten.
Am 23. Oktober 1448 nahmen als Pilger verkleidete adlige Krieger (unter dem Kommando von Hans von Rechberg) die Stadt handstreichartig ein und plünderten sie. Dabei wurde die schutzlose Kommende vollständig zerstört. Ein Wiederaufbau am selben Ort war undenkbar, so dass der damalige, aus den Niederlanden stammende Komtur Johann Loesel nach einem Bauplatz innerhalb der Stadtmauern Ausschau hielt. 1451 erwarb er für 200 Gulden eine Liegenschaft in der Nordostecke der Stadt und liess dort bis 1455 einen Neubau errichten. Nach der Einführung der Reformation im nahe gelegenen Basel wurde die dortige Kommende geschlossen und die Ordensmitglieder zogen in das katholisch gebliebene Rheinfelden. Durch den aufwändigen Lebensstil verschlechterte sich die finanzielle Situation im Laufe des 16. und 17. Jahrhunderts zusehends. Die Kommende sah sich gezwungen, ihren Besitz nach und nach zu verkaufen. Dieser Prozess beschleunigte sich aufgrund der Folgen des Dreissigjährigen Krieges weiter. Schliesslich hob der Kanton Aargau 1806 die Kommende auf.
Franz Joseph Dietschy, Gründer der Brauerei Salmenbräu, ersteigerte 1813 den verbliebenen Besitz und richtete in der Kommende einen landwirtschaftlichen Betrieb ein. In den folgenden Jahren wurden verschiedene Reparaturarbeiten durchgeführt sowie drei zusätzliche Gewölbekeller errichtet. Von 2003 bis 2005 erfolgte eine Gesamtsanierung, verbunden mit Umbauten im Innern zur Schaffung zusätzlicher Wohnungen. Dabei entstand ein neuer moderner Osttrakt, der eine zuvor abgebrochene Scheune ersetzte.

## Gebäude
Die Kommende, eine Häuserzeile nahe dem Ufer des Rheins, steht auf einem trapezförmigen Grundstück. An das Ritterhaus in der Mitte ist der niedrigere, zurückgestaffelte Westtrakt angebaut. Rechts schliesst sich ein moderner Neubau an, der den früheren Ökonomietrakt ersetzte und das Ritterhaus leicht überragt. Auf dem Hof steht ein im Jahr 1851 aufgestellter Brunnen aus Kalkstein. An der Süd- und Westseite ist der Hof durch ein Mäuerchen abgegrenzt. Westlich der Kommende, getrennt durch das schmale Rheintorgässchen, befindet sich die Johanniterkapelle. Über dem Rheintor, einem kleinen Durchgang zur früheren Schiffanlegestelle, bestand eine brückenartige Verbindung zwischen beiden Gebäuden. Dieser Verbindungsgang, in dem die Schaffnerei untergebracht war, wurde 1820 abgebrochen.
Der Grundriss des Ritterhauses geht auf ein Lagerhaus zurück, das 1417/18 an derselben Stelle errichtet worden war. Das zweigeschossige Gebäude besitzt ein steiles Satteldach, das fast die Hälfte der Gebäudehöhe einnimmt und mit vier Lukarnen versehen ist. Die Giebelwand besitzt eine Renaissance-Ädikula mit Sonnenuhr aus dem Jahr 1567. Die hofseitigen Rechteckfenster sind ungleichmässig verteilt. Ein schmaler zweigeschossiger Anbau mit einem Pyramidendächlein (Baujahr 1546) akzentuiert den freistehenden Teil der westlichen Giebelfassade; nachgotisch gekehlte Staffelfenster prägen dessen Vorderseite. An der Rheinfront hat sich die mittelalterliche Stadtmauer fast bis zur Traufhöhe erhalten, weist aber mehrere Fensterdurchbrüche auf. Vom einstigen Lagerhaus ist die Balkendecke zwischen Erd- und Obergeschoss erhalten geblieben. Beachtenswerte Räume sind insbesondere die Johanniterstube und der Nordsaal. Der Westtrakt besitzt ein Walmdach und ist gegenüber dem Ritterhaus deutlich nach Norden abgeknickt. Eine mittig angeordnete rundbogige Doppelarkade bildet den Hauptakzent auf der Hofseite, dessen Mittelpfosten ist mit einem aus dem Flachrelief herausgehauenen Wappen eines Komturs verziert (datiert 1589). Im Innern erhalten geblieben ist die Sparrendachkonstruktion aus demselben Jahr.